# ニーナ・ハムネット
ニーナ・ハムネット（Nina Hamnett、1890年2月14日 - 1956年12月16日）はイギリスの芸術家である。第一次世界大戦まで、パリの芸術家たちの中で暮らし、有名な画家の絵画のモデルとなった。

## 略歴
ウエールズ南部のテンビーで軍人の娘に生まれた。16歳でペルハム美術学校で学んだ後、ロンドン美術学校で1910年まで学んだ。その後第一次世界大戦まで、パリで、ロシアの女性画家、マリエ・ワシーリエフ（Marie Vassilieff）が設立した美術学校に学んだ。有名な画家たちの集まった、パリ、モンパルナスのラ・リューシュにスタジオを作り、多くの有名な芸術家たちと付き合った。当時交流があった芸術家には、アメデオ・モディリアーニ、ジャン・コクトー、セルゲイ・ディアギレフやパブロ・ピカソらがいた。自由奔放な生き方で、パリのボヘミアン・アーティストの中で有名となり、多くの芸術家のモデルとなった。ピカソは、カフェ・ド・ラ・ロトンドのテーブルの上で裸で踊るのを見て、「ボヘミアンの女王」（La reine Bohème）と呼んだ。パリでノルウェーの芸術家、クリスティアン（Roald Kristian）と出会い結婚した。
イギリスに戻った後、1917年から1918年の間はウェストミンスター技術学校で教えた。私生活ではノルウェー人の夫と別れ、作曲家のモーラン（Ernest John Moeran）と暮らし、後には画家のロジャー・フライと協力的な関係となった。フライは芸術家や学者からなる組織ブルームズベリー・グループの重要なメンバーであった。
1932年に、フランスでの生活を描いた自伝、"Laughing Torso" を出版し、これはイギリスとアメリカ合衆国でベスト・セラーとなった。この自伝の中でイギリスのオカルティスト、アレイスター・クロウリーを黒魔術の実行者として紹介して、クロウリーはハムネットと出版社を告訴して裁判となった。この裁判はクロウリーが敗訴し、資産を失うことになった。
長年アルコール漬けの生活を送り、1956年12月、ロンドンの自室の窓から転落して死亡した。

## ハムネットがモデルの作品

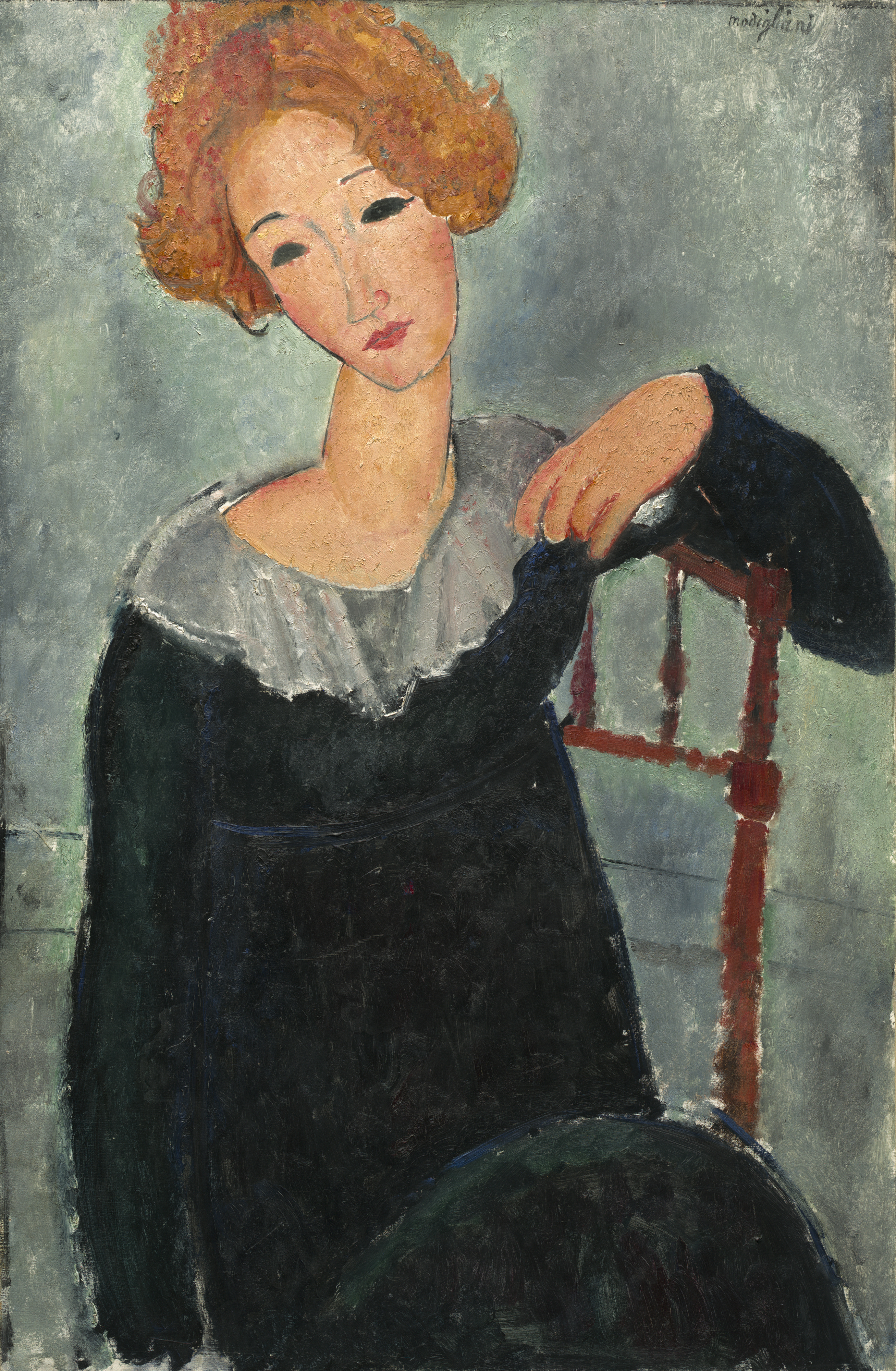
(画)アメデオ・モディリアーニ
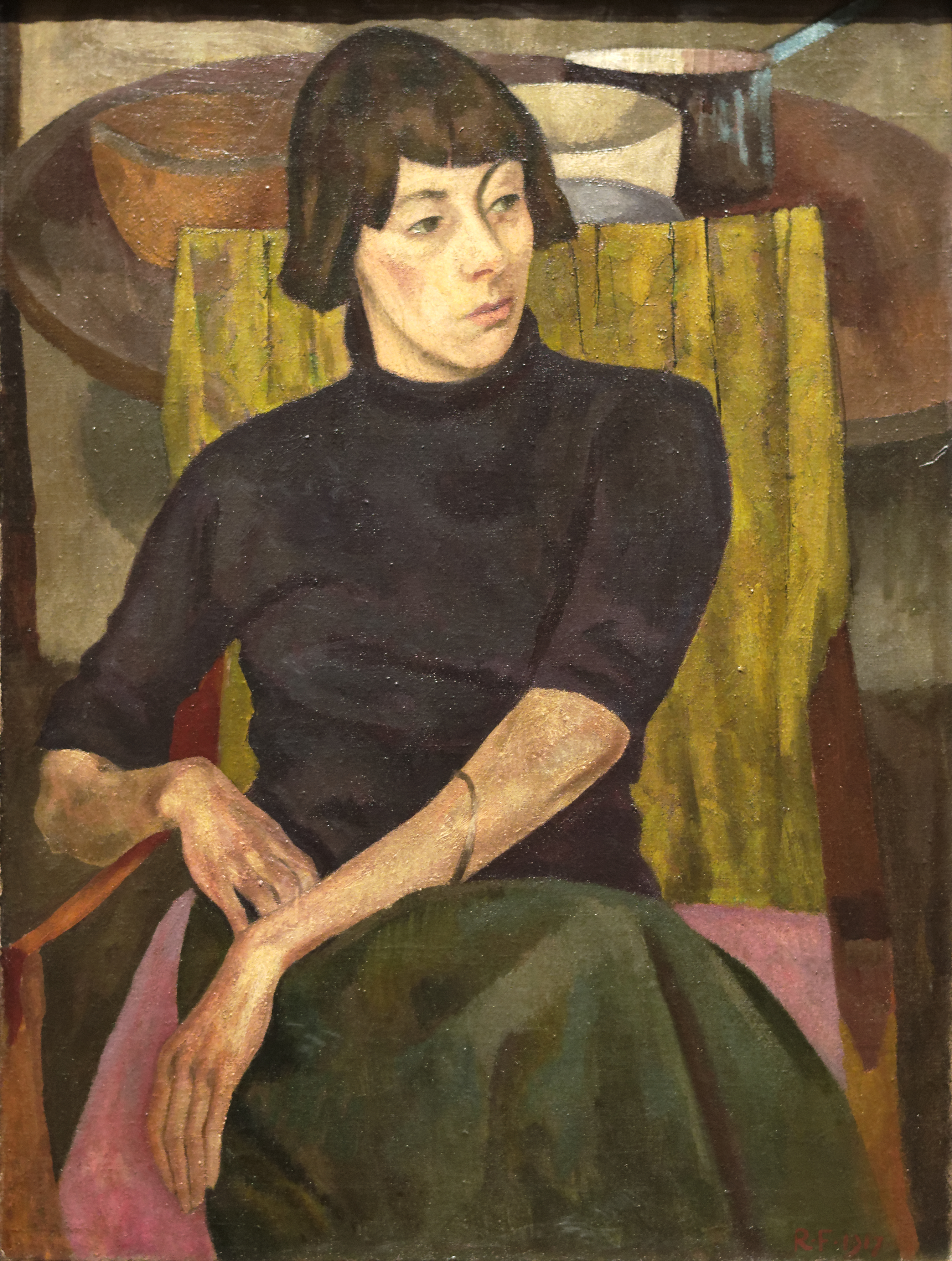
(画)ロジャー・フライ
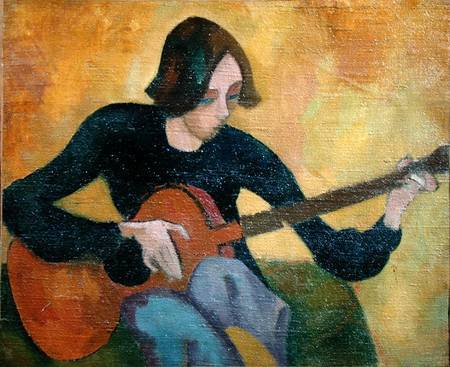
(画)ロジャー・フライ
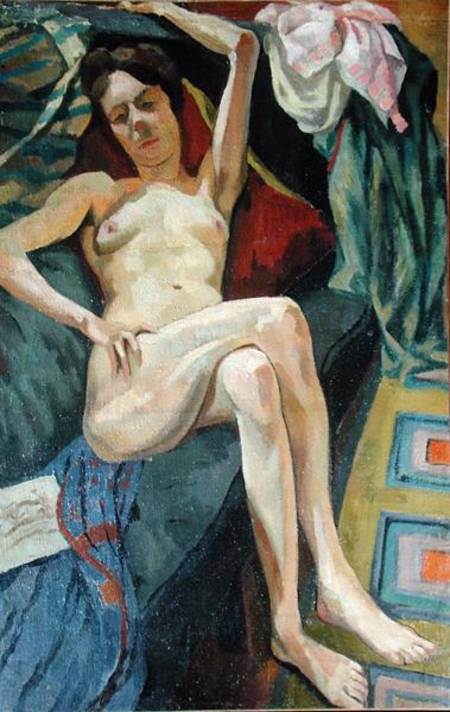
(画)ロジャー・フライ
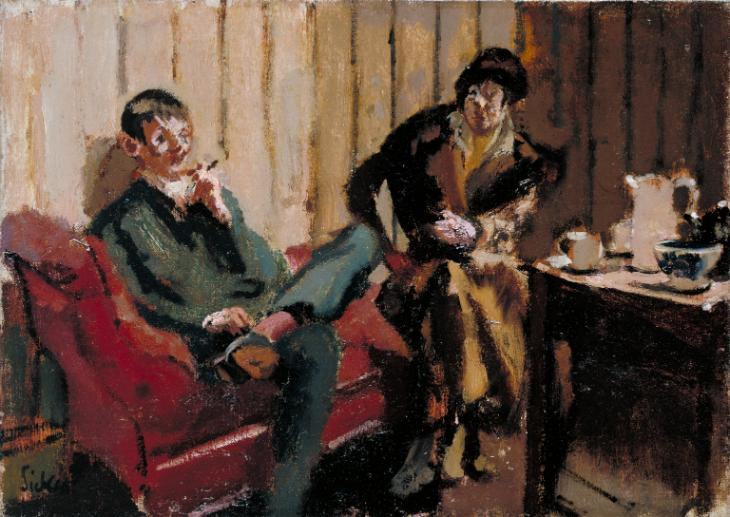
(画)ウォルター・シッカート ハムネットとRoald Kristian(版画家)